# Onibi, le démon
Pour les articles homonymes, voir Onibi.
Pour plus de détails, voir Fiche technique et Distribution.
Onibi, le démon (鬼火, Onibi) est un film japonais réalisé par Rokurō Mochizuki, sorti en 1997.

## Synopsis
Noriyuki Kunihiro vient de purger une longue peine pour meurtres. À sa sortie, il retrouve son ami Naoto Tonigawa, du clan Myojin. Ce dernier, connaissant la réputation de yakuza de Kuni, surnommé Balle de Feu, réussit à le faire entrer dans le clan Myojin comme chauffeur, un boulot provisoire. Alors qu'il attend dans la voiture deux yakuzas du clan partis récolter une dette, il apprend par Myojin qu'ils sont séquestrés. Kuni monte dans le bureau et réussit à sous-tirer l'argent dû par le clan rival. Myojin, stupéfait, décide alors de faire de Kuni le bras droit de Naoto Tonigawa. Dans un bar d'escort-girls, alors qu'il célèbre cette promotion, Kuni jette son dévolu sur la jeune pianiste Asako, avec qui il va passer la nuit. Le lendemain matin, celle-ci lui demande un revolver afin de tuer Akira Fujima, l'amant de sa petite sœur. Mais elle lui cache que celui-ci est en fait son ancien amant, qu'il détient des photos compromettantes, et surtout, qu'il est le petit frère du chef du clan Sato.

## Fiche technique
- Titre : Onibi, le démon[1]
- Titre original : 鬼火 (Onibi?)
- Titre anglais : The Fire Within
- Réalisation : Rokurō Mochizuki
- Scénario : Toshiyuki Morioka
- Production : Yoshinori Chiba et Toshiki Kimura
- Musique : Ken'ichi Kamio
- Photographie : Naoaki Imaizumi
- Montage : Yasushi Shimamura
- Pays d'origine :  Japon
- Langue originale : japonais
- Format : couleur - 1,85:1 - Dolby Digital - 35 mm
- Genre : drame, policier
- Durée : 101 minutes[2]
- Dates de sortie :
  - Japon : 19 avril 1997[2]
  - France : 30 juin 1999[3]

## Distribution
- Yoshio Harada : Noriyuki Kunihiro
- Reiko Kataoka : Asako Hino
- Shō Aikawa : Naoto Tanigawa
- Kazuki Kitamura : Hideyuki Sakata
- Ryūji Mizukami : Hanamura
- Eiji Okuda : Myojin
- Hiroyuki Tsunekawa : Satoshi Fujima
- Ryūji Yamamoto : Hiroshi Fujima
- Yoshiaki Fujita : Kinjo
- Ei Kawakami : Yoshida
- Toshihiro Kinomoto : Aoki
- Seiroku Nakazawa : Nagashima
- Masai Ikenaga : Kizaki
- Eiji Minakata : Kanigawa
- Noriko Hayami : Toshimi

## Distinctions
Sauf indication contraire, les informations mentionnées dans cette section peuvent être confirmées par la base de données cinématographiques IMDb,  présente dans la section « Liens externes ».

### Récompenses
- 1998 : Japanese Professional Movie Award du meilleur acteur pour Yoshio Harada[4]
- 1998 :  prix Mainichi du meilleur acteur pour Yoshio Harada[5]
- 1998 : prix Kinema Junpō du meilleur réalisateur pour Rokurō Mochizuki
- 1998 : prix du meilleur film et du meilleur réalisateur pour Rokurō Mochizuki, du meilleur acteur pour Yoshio Harada et de la meilleure actrice dans un second rôle pour Reiko Kataoka au festival du film de Yokohama